# Ravinia latisetosa
Ravinia latisetosa är en tvåvingeart som beskrevs av Parker 1914. Ravinia latisetosa ingår i släktet Ravinia och familjen köttflugor. Inga underarter finns listade i Catalogue of Life.